# Heuflera betulae
Heuflera betulae — вид грибів, що належить до монотипового роду  Heuflera.